# Muswellbrook Shire Council
Muswellbrook Shire Council is een Local Government Area (LGA) in de Australische deelstaat New South Wales. Muswellbrook Shire Councill telt 15.149 inwoners. De hoofdplaats is Muswellbrook.